# Passerinae

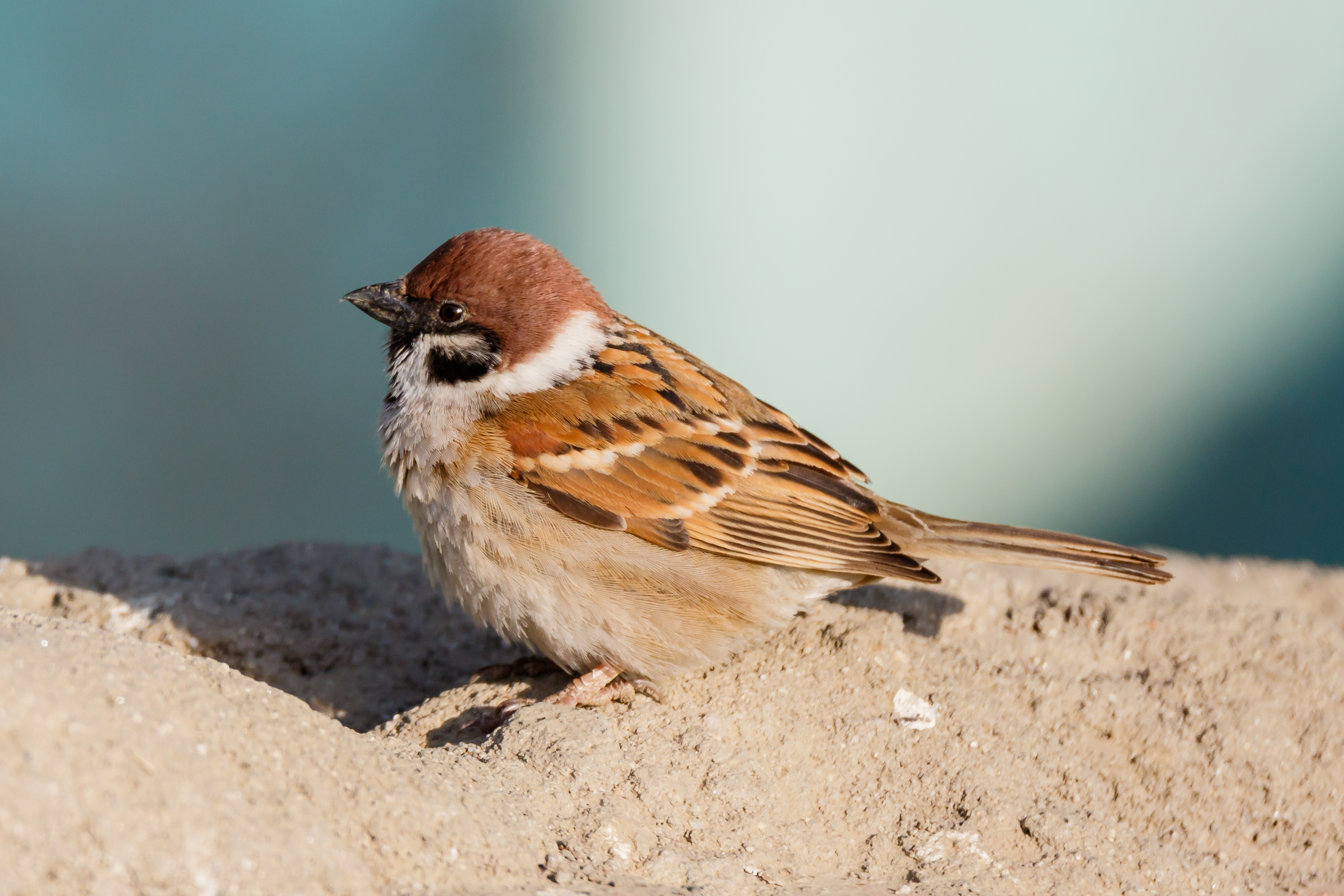

A sub-familia Passeridae pertence a ordem dos Passeriformes. Contém no seu interior os gêneros passer e petronia.
Taxonomia
- Plocepasser
- Histurgops –  Histurgops ruficauda
- Pseudonigrita
- Philetairus - Philetairus socius
- Passer
- Carpospiza – Carpospiza brachydactyla
- Petronia – Petronia petronia
- Gymnoris
- Montifringilla
- Onychostruthus – Onychostruthus taczanowskii
- Pyrgilauda